# Peribatodes orcus
Peribatodes orcus là một loài bướm đêm trong họ Geometridae.